# Elkhorn (Wisconsin)
Elkhorn ist eine Stadt und Verwaltungssitz des Walworth County im Südosten des US-amerikanischen Bundesstaates Wisconsin. Das U.S. Census Bureau ermittelte bei der Volkszählung 2020 eine Einwohnerzahl von 10.247.

## Geografie
Elkhorn liegt auf 42°40' nördlicher Breite und 88°32' westlicher Länge, erstreckt sich über 19,0 km² auf einer Höhe von 311 Meter über dem Meeresspiegel.
Am Rand der Stadt Teilen kreuzen die Interstate 43 und der U.S. Highway 12. Durch die Stadt führen die Wisconsin Highways 11 und 67.
Die Stadt ist an das Streckennetz der Wisconsin and Southern Railroad angebunden. Der Streckenteil nach Burlington wurde stillgelegt und wird als White River State Trail benutzt.
Der Milwaukee Mitchell International Airport liegt 65 Kilometer nordöstlich der Stadt.
Die nächstgelegenen größeren Städte sind Milwaukee (ca. 65 km nordöstlich), Rockford (ca. 70 km südwestlich), Madison, die Hauptstadt des Bundesstaates (ca. 95 km nordwestlich) und Chicago (ca. 120 km südöstlich).

## Geschichte
Anfang des 19. Jahrhunderts sah Colonel Samuel Phoenix in einem Baum ein abgestoßenes Geweih eines Wapiti („Elk“) hängen und nannte die Gegend dieses Fundes seit dem „Elk Horn“.
Der fruchtbare Boden und die schöne Gegend trugen dazu bei, dass sich im Lauf der Zeit mehr und mehr Menschen ansiedelten. Bereits im Jahr 1846, bei der ersten Gemeindeversammlung, gab es über 500 Einwohner. Wegen der zentralen Lage wurde Elkhorn bereits im selben Jahr zum Verwaltungssitz des Walworth County.

## Bevölkerung
Nach der Volkszählung im Jahr 2010 lebten in Elkhorn 10.084 Menschen in 3801 Haushalten. Die Bevölkerungsdichte betrug 536,4 Einwohner pro Quadratkilometer. In den 3801 Haushalten lebten statistisch je 2,53 Personen.
Ethnisch betrachtet setzte sich die Bevölkerung zusammen aus 91,4 Prozent Weißen, 1,2 Prozent Afroamerikanern, 0,2 Prozent amerikanischen Ureinwohnern, 0,7 Prozent Asiaten sowie 4,8 Prozent aus anderen ethnischen Gruppen; 1,6 Prozent stammten von zwei oder mehr Ethnien ab. Unabhängig von der ethnischen Zugehörigkeit waren 11,0 Prozent der Bevölkerung spanischer oder lateinamerikanischer Abstammung.
27,5 Prozent der Bevölkerung waren unter 18 Jahre alt, 60,6 Prozent waren zwischen 18 und 64 und 11,9 Prozent waren 65 Jahre oder älter. 50,3 Prozent der Bevölkerung war weiblich.
Das mittlere jährliche Einkommen eines Haushalts lag bei 54.565 USD. Das Pro-Kopf-Einkommen betrug 24.239 USD. 8,0 Prozent der Einwohner lebten unterhalb der Armutsgrenze.

## Bekannte Bewohner
- Walter P. Taylor (1888–1972) – Biologe, Ökologe, Mammaloge und Politiker
- Thomas Ryum Amlie (1897–1973) – republikanischer Abgeordneter des US-Repräsentantenhauses (1931–1933 und 1935–1939) – praktizierte jahrelang als Rechtsanwalt in Elkhorn
- Harry Melges (1930–2023) – Olympiasieger 1972 im Segeln – geboren in Elkhorn
- Richard Quinney (* 1934), Soziologe und Kriminologe – geboren in Elkhorn